# Sefidszahr
Sefidszahr – miasto w Iranie, w ostanie Isfahan. W 2016 roku liczyło 5804 mieszkańców.